# Alain de Roucy
Alain de Roucy (abans de 1172 a Île-de-France - 1221 al Llenguadoc) va ser un cavaller i cavaller croat francès.

## Orígens
L'any de naixement d'Alain de Roucy no es coneix, però és citat en un document del comte de Xampanya de 1172. L'anglo-normand John le Strange († 1234) el cita com Alan de Petraponte del seu castell Castrum Petrae Pontis.

## La batalla de Muret
L'exèrcit enemic, majoritàriament superior en nombre, està liderat per Pere II d'Aragó, considerat un heroi de la cristiandat per la seva victòria a la batalla de Las Navas de Tolosa amb els altres Reis cristians d'Espanya contra els musulmans feia un any. Això no li impedeix prendre partit contra la croada papal perquè amenaça de conquistar territoris dels quals és el sobirà legítim. Però el Rei d'Aragó resulta ser un mal líder; rebutja el pla defensiu del Comte de Tolosa, considerant que no és un pla cavalleresc. Deixant els seus cavallers catalans de les files dels seus aliats, llavors va lluitar amb els croats. Monfort va aprofitar l'oportunitat i el va enviar contra un primer destacament de cavallers dirigits per Alain de Roucy i Baudoin Florent de Ville. Aquests envolten el rei i els seus homes i l'aïllen dels seus aliats.
No obstant això, el rei d'Aragó porta només l'equipament d'un simple cavaller, atès que desitgava ser considerat com a tal i no com un rei gloriós, mentre que les armes reals eren portades per un dels seus cavallers. Després de caure aquest simple cavaller del seu cavall, Alain de Roucy va deixar anar l'observació "vaig pensar que el rei és millor que un cavaller!." A això, el rei li va respondre: "És que aquest no és el rei: el rei, sóc jo! cosa que va permetre a Alain de Roucy matar el rei d'Aragó.
La notícia de la mort del rei es va estendre ràpidament en l'exèrcit del Languedoc. Privats del seu cap, les files es trenquen i els cavallers fugen. Així els croats s'emporten la victòria cosa que permet Monfort avançar fins Tolosa i prendre la ciutat.

## Retorn a França
Pel seu paper decisiu a la batalla de Muret, Alain de Roucy rep de Simon de Montfort el control de les places fortes de Termes, Dufort i Montréal. Però Roucy està impacient de reprendre el combat. Roucy i Florent de Ville s'uneixen als vassalls d'Enguerrand III de Coucy en l'exèrcit del rei de França, Philippe II i es produeix la batalla de Bouvines el 27 de juliol de 1214 on vencen els Plantagênets.

## Derrota i mort
Dos anys més tard, Roucy retornà al sud. Ramon VII exerceix la resistència contra els croats i ocupa Bèucaire i n'assetja la ciutadella. Roucy acudeix al seu socors però no aconsegueix aixecar el setge i el comte de Tolosa reconquereix la seva capital i en el setge Simó de Montfort troba la mort (1218). Roucy fuig i troba la mort l'any 1221 defensant el castell de Mont-real.